# 宮沢俊弥
宮澤 俊彌（みやざわ としや、1913年10月20日 - 2012年12月12日）は、日本の地球科学者。専門は鉱床学。長野県松本市生まれ。

## 経歴
旧制松本中学（現長野県松本深志高等学校）、1935年松本高等学校 (旧制)理科甲類を卒業し、東京帝国大学理学部に入学。1938年同地質学科卒業。同年朝鮮総督府、地質調査所に勤務。1942～43年海軍省嘱託となり、カリマンタン島の鉱床調査を行う。1946年連合軍総司令部天然資源局技術顧問。1947年東京高等師範学校講師・教授を経て、1949年東京教育大学助教授となる。1960年同教授に昇進し、1961年理学博士（東京大学）。論文の題は「埼玉県秩父鉱山の地質と鉱化作用」。 1977年東京教育大学を定年退職し、名誉教授となる。この間、同大学の評議員、付属高等学校長などの要職を歴任した。その後、1977-1986年に国士舘大学教授，1986-1994年に同非常勤講師を務める。

## 業績
朝鮮総督府に勤務した時期には、朝鮮半島の各種金属・非金属鉱床について、数多くの記載を行い、半島における鉱化作用の概略を明らかにすることに貢献した。その後、日本の鉱床を研究対象とし、特に日本に多く分布するスカルン型鉱床を精査し、これを釜石型、神岡・中竜型、秩父型、の3種に大別し、それぞれの型についてその成因を考察、スカルン研究の端緒を開いた。特に秩父鉱山の複雑な鉱化作用の全貌を明らかにするべく、数多くの記載を残した。1986年秋の叙勲で、勲三等旭日中綬章を贈られている。

## 著書・編書
- 宮沢俊弥ほか（共編）『東亜地質鉱産誌』、1952年、東亜地質鉱産誌編集委員会。
- 宮沢俊弥『天然資源と私たちのくらし』、1953年、国民図書刊行会。
- 宮沢俊弥『天然資源のでき方と利用法』、1955年、恒星社。
- 宮沢俊弥ほか（共同執筆）『鉱床学の進歩』、1956年、冨山房。
- 宮沢俊弥ほか（共同執筆）『地学教育辞典』、1957年、朝倉書店。
- 宮沢俊弥『地球の姿－構成物質を中心として』、1980年、八千代出版。ISBN-13:978-4842906706